# Dolichopeza melanorhipis
Dolichopeza melanorhipis är en tvåvingeart som beskrevs av Alexander 1970. Dolichopeza melanorhipis ingår i släktet Dolichopeza och familjen storharkrankar. Inga underarter finns listade i Catalogue of Life.